# Black Mirror

Black Mirror britanska je znanstveno-fantastična antologijska televizijska serija autora Charlieja Brookera, s Brookerom i Annabel Jones koji služe kao izvršni producenti. Promatra moderno društvo, posebno u odnosu na neočekivane učinke novih tehnologija. Epizode su samostalne, obično postavljene u alternativnu sadašnjost ili blisku budućnost, često mračnog i satiričnog tona, iako su neke više eksperimentalne i lakše.
Serija je premijerno prikazana u dvije sezone na britanskom televizijskom kanalu Channel 4 u prosincu 2011. i veljači 2013. godine. Nakon dodavanja u katalog u prosincu 2014., Netflix je otkupio program u rujnu 2015. godine. Naručio je sezonu od 12 epizoda, kasnije podijeljenih u treću i četvrtu sezonu, svaka po šest epizoda; prva je objavljena 21. listopada 2016., a potonja 29. prosinca 2017. godine. Peta sezona najavljena je 5. ožujka 2018. godine.
Black Mirror je inspiriran starijim antologijskim emisijama poput The Twilight Zone, koji su se mogli nositi s kontroverznim, suvremenim temama bez straha od cenzure. Brooker je razvio Black Mirror kako bi istaknuo teme vezane uz ljudsku ovisnost o tehnologiji, stvarajući priče koje sadrže "način na koji sada živimo" i način na koji bismo mogli živjeti za 10 minuta ako smo nespretni".
Serija je dobila pozitivne recenzije i zabilježila je porast interesa na međunarodnoj razini, osobito u Sjedinjenim Američkim Državama nakon što je uvrštena u Netflixov katalog. Godine 2017. dobro prihvaćena epizoda "San Junipero" iz treće sezone osvojila je prvu nagradu Emmy za udarne termine za Black Mirror, a nagradu za izvanredne televizijske filmove i izvanredno pisanje za ograničenu seriju, film ili dramski specijalni album za Brookea.

## Epizode
Seriju je izvorno naručio Channel 4 u Ujedinjenom Kraljevstvu, a premijerno je prikazana u prosincu 2011. Druga sezona prikazivana je tijekom veljače 2013. U rujnu 2015. Netflix je kupio program, postavljajući sezonu od 12 epizoda kasnije podijeljenih u dvije sezone od šest epizoda. Prva od tih sezona objavljena je na Netflixu diljem svijeta kao cjelokupna treća sezona 21. listopada 2016. godine. Četvrta je sezona izdana 29. prosinca 2017. godine. Peta sezona (3 epizode) izdana je 2019. godine. 